# Поверхность Чена — Гакстаттера

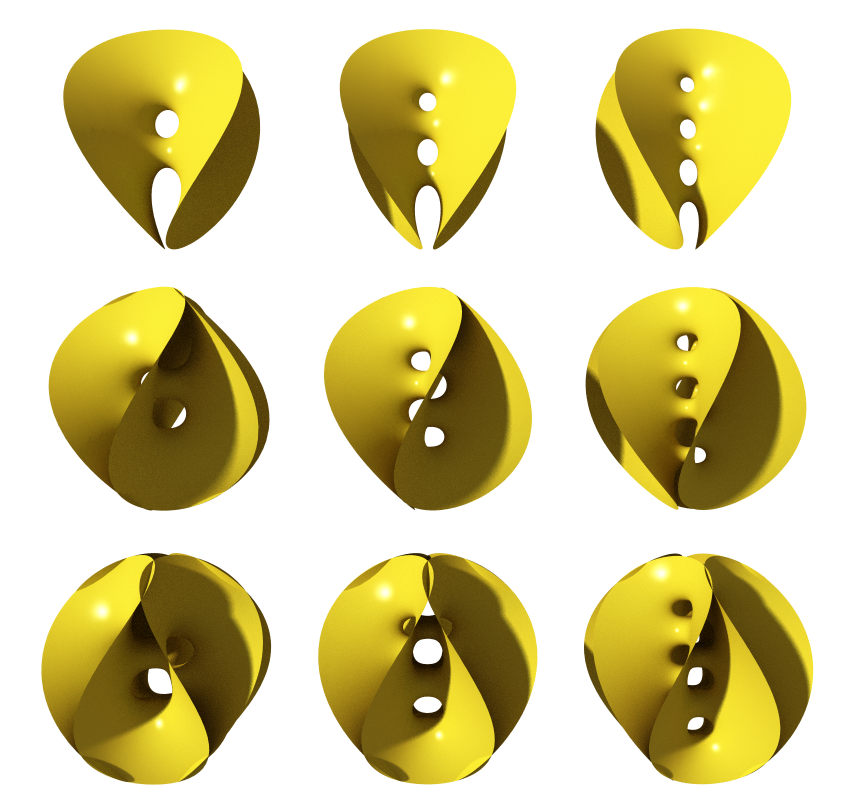
Первые девять поверхностей Чена — Гакстаттера.

Семейство поверхностей Чена — Гакстаттера (или семейство поверхностей Чена — Гакстаттера — Тейера) — это семейство минимальных поверхностей, которое обобщает поверхность Эннепера путём добавления ручек, дающее поверхности ненулевой топологический род.
Эти поверхности не являются вложениями и имеют концы как у поверхности Эннепера. Члены {\displaystyle M_{ij}} семейства индексированы числом добавленных ручек i и кручений конца Эннепера. Полный род равен ij и полная кривизна Гаусса равна {\displaystyle -4\pi (i+1)j}. Было показано, что {\displaystyle M_{11}} является минимальной единственной ориентируемой поверхностью с полной кривизной {\displaystyle -8\pi }.
Было высказано предположение, что при продолжении ручек к поверхности в пределе сходится ко второй поверхности Шерка (для j = 1) или семейству сёдел пилона для j > 1.